# George Bergman

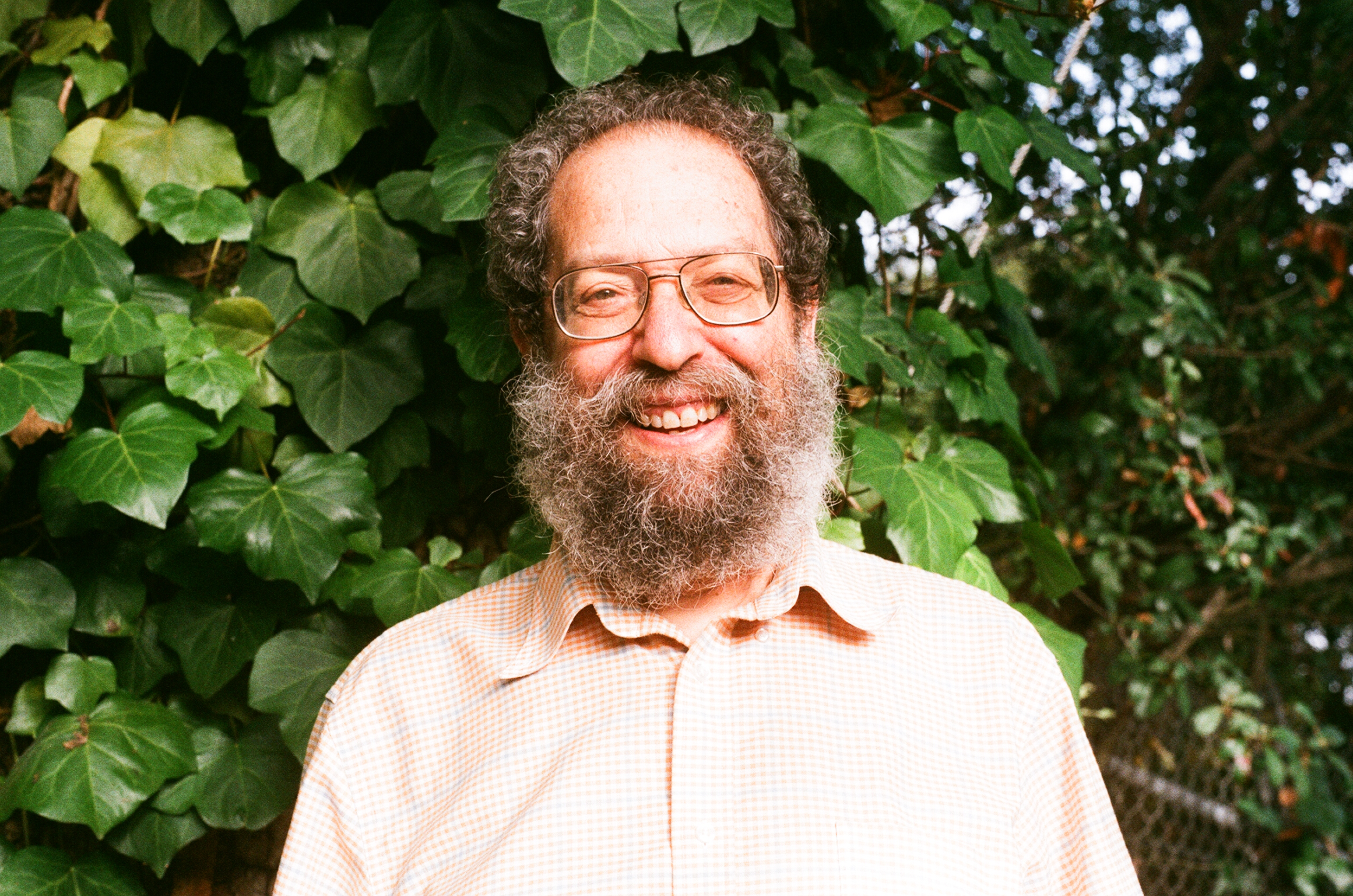
George Bergman em 2011

George Mark Bergman (Brooklyn, 22 de julho de 1943) é um matemático estadunidense, que trabalha com Álgebra.
Bergman estudou na Universidade da Califórnia em Berkeley, onde obteve o bacharelado em 1963, com um doutorado na Universidade Harvard em 1968, orientado por John Tate, com a tese Commuting elements in free algebras and related topics in ring theory. Em 1967 foi professor assistente, em 1972 professor associado e em 1978 professor pleno da Universidade da Califórnia em Berkeley, onde aposentou-se em 2009.
Foi palestrante convidado do Congresso Internacional de Matemáticos em Vancouver (1974: Some category-theoretic ideas in algebra (a too-brief tour of algebraic structure, monads and the adjoint tower)).

## Publicações selecionadas
- An Invitation to General Algebra and Universal Constructions (updated 2014)
- Homomorphic images of pro-nilpotent algebras. Illinois J. Math., 55, 719-748. (2011)
- Generating infinite symmetric groups. Bull. London Math. Soc. 38 429-440. (2006)
- (com Adam O. Hausknecht) Co-groups and co-rings in categories of associative rings. Mathematical Surveys and Monographs, Vol. 45. American Mathematical Society Providence, RI x+388. (1996)
- Embedding rings in completed graded rings. IV. Commutative algebras. J. Algebra 84 No.1, 62-106. (1983)
- The diamond lemma for ring theory. Adv. in Math. 29 No.2, 178-218. (1978)
- Rational relations and rational identities in division rings. II. J. Algebra 43 No.1, 267-297. (1976)
- Coproducts and some universal ring constructions. Trans. Amer. Math. Soc. 200 33-88. (1974)